# IC 694
IC 694 је елиптична галаксија у сазвјежђу Велики медвјед која се налази на листи објеката дубоког неба у Индекс каталогу.
Деклинација објекта је + 58° 34' 43" а ректасцензија 11h 28m 27,2s. Привидна величина (магнитуда) објекта IC 694 износи 15,0 а фотографска магнитуда 16,0. IC 694 је још познат и под ознакама MCG 10-17-2A, ARP 299, VV 118, PGC 35325.